# Royaume de Koush
Pour les articles homonymes, voir Koush (homonymie).
XXVe siècle – XVIe siècle av. J.-C.
VIIIe siècle av. J.-C. – IVe siècle apr. J.-C.
Entités précédentes :
- Nouvel Empire

Entités suivantes :
- Makurie
- Alodie
- Nobatie

Le royaume de Koush est l'appellation que les Égyptiens antiques ont donnée au royaume qui s'établit au sud de leur pays dès l'Ancien Empire. Ce royaume a eu une longévité peu commune, et trouve ses origines dans les cultures néolithiques qui se sont développées dans le couloir nilotique du Soudan actuel et de la Nubie égyptienne.

## Nom
Koush est le nom utilisé par les Égyptiens pour désigner le grand territoire situé au sud de l'Égypte, en Nubie. Ce territoire est évoqué pour la première fois sous le Moyen Empire et désigne une étendue située au sud de la deuxième cataracte.

## Études récentes
On a longtemps considéré cette culture à l'aune de la civilisation égyptienne, et, de ce fait, peu d'études ont été faites à son sujet, la reléguant alors soit au stade d'une principauté dépendante du royaume des pharaons, soit à celui d'un avatar de cette civilisation, ne lui reconnaissant donc aucune spécificité.
Koush est aussi un personnage de la Bible hébraïque, l'Ancien Testament chrétien, dans la Genèse et au début du premier Livre des Chroniques, outre ses évocations plus directes de pharaons koushites de la XXVe dynastie ultérieure, comme Taharqa voire peut-être Piânkhy.
Depuis les années 1950 et notamment la campagne de sauvetage des monuments nubiens menacés par la mise en eau de la région comprise entre la première et la seconde cataracte, à la suite de l'édification du haut barrage d'Assouan, un regain d'intérêt des égyptologues pour cette région nous permet aujourd'hui d'affirmer que ce royaume, tant à ses débuts au troisième millénaire avant notre ère que jusqu'aux conquêtes éthiopiennes du IVe siècle, est une culture et une civilisation indépendante et qui réussit la synthèse des différents apports culturels de ses voisins, y compris ceux de l'Égypte, dont il représente l'ultime évolution aux alentours de l'ère chrétienne, alors que Rome domine l'ensemble des cultures de l'antiquité méditerranéenne.
Sur le plan des données archéologiques disponibles, la culture Koushite est à l'origine de l'édification de plus d'un millier de pyramides dont 250 sont encore débout aujourd'hui. La production de poterie décorée remonte au 8e millénaire avant notre ère, ce qui devance les céramiques retrouvées en Egypte de près de 3000 ans.

## Histoire

### Contexte
À la suite des incursions menées par Snéfrou, une partie de la Basse-Nubie est occupée par les Égyptiens dans l'objectif d'assurer le contrôle économique et militaire de cette région qui agit comme un carrefour sur l'axe Nord-Sud du Nil et sur l'axe Est-Ouest sub-saharien. Sur le plan économique, l'Égypte garantir l'importation de produits du Sud. Sur le plan militaire, elle renforce ses défenses méridionales contre les territoires de Koush perçu comme une menace potentielle.
La nature défensive de cette occupation laisse de nombreux vestiges archéologiques de forteresses érigées le long du Nil durant la XIIe dynastie égyptienne. Les sources contemporaines énumèrent dix-sept forteresses nubiennes entre tels que les forteresses de Semna destinés à contrôler la zone de la deuxième cataracte. Ces forts sont pillés après la chute du Moyen Empire.

### Royaume de Kerma

#### Généralités
Le royaume de Kerma formé à partir du site éponyme, qui en devient la capitale, est un royaume assez puissant pour inquiéter son voisin du nord, l'Égypte de l'Ancien Empire qui organise déjà des expéditions vers le cœur de l'Afrique, et de ce fait doit nécessairement passer par les terres contrôlées par les Nubiens. C'est principalement de ces sources égyptiennes que nous tenons les informations sur ce peuple. Il est ainsi présenté comme belliqueux ou, en tout cas, comme un peuple qui n'entend pas céder sa place dans le contrôle des routes commerciales qui sillonnent la région. Ces routes relient les grandes régions de l'Afrique centrale et australe au reste du continent en évitant — et c'est un point non négligeable — les routes harassantes du Sahara. Déjà, à cette haute époque, le Sahara est atteint par une désertification intense et définitive, le dromadaire n'étant utilisé pour le transport que tardivement et surtout à partir de l'époque romaine.
Les sources écrites sont rares et, comme dans d'autres civilisation de l'historiographie de l'Afrique, la reconstruction de son histoire s'effectue de manière interdisciplinaire. L'archéologie de cette civilisation permet de la restituer dans son ensemble et de faire des hypothèses sur son évolution culturelle à partir des vestiges (sépultures, centres urbains, culturels et commerciaux). 
Des preuves linguistiques indiquent que les peuples du royaume de Kerma parlent des langues afro-asiatiques de la branche couchitique,. Le nobiin (nubien) contient aujourd'hui un certain nombre de mots-clés liés au pastoralisme qui sont d'origine couchitique orientale, tels que les termes brebis / peau de chèvre, poule / coq, enclos d'élevage, beurre et lait. Ceci suggère que les populations du kerma — qui, avec la culture du Groupe C, habitent la vallée du Nil juste avant l'arrivée des premiers locuteurs nubiens — parlent des langues couchitiques.

#### Premier royaume de Kerma (XXVeauXXIesiècleav. J.-C.)
Aussi appelé Kerma ancien, cette première période réunit l'ensemble des cultures couchitiques du Soudan moyen, qui se regroupent par chefferies autour d'un puissant monarque, qui a sa capitale à Kerma, site du cours moyen du Nil soudanais. La population de cette époque est constituée d'un ensemble ethnique hétérogène. On assiste déjà à un développement de la métallurgie (cuivre mais aussi bronze) et des arts : ébénisterie, ivoire, céramique, dont on a retrouvé beaucoup de témoignages dans les sépultures de l'époque. Les rites d'inhumation sont apparentés à ceux de la culture du Groupe C.
Les tombes acquièrent alors leur forme définitive : une fosse circulaire contenant le défunt inhumé en position contractée et la tête à l'orient, avec un matériel funéraire constitué essentiellement de céramique pour les plus humbles, l'ensemble étant recouvert d'un tumulus autour duquel les offrandes alimentaires sont déposées et les sacrifices funéraires opérés.
Les sépultures royales sont beaucoup plus imposantes (les tumuli royaux à cette époque dépassent alors un diamètre honorable de quarante à soixante mètres) et comportent outre un riche mobilier funéraire, des tombes subsidiaires destinées à l'aristocratie d'alors, tandis que l'entourage immédiat du roi est « sacrifié » le jour de ses funérailles et reçoit donc le « privilège » d'accompagner son souverain dans l'au-delà. Le site de Kerma est en plein essor et de nombreuses constructions attestent l'existence d'une monarchie organisée à laquelle l'ensemble de la région voue une certaine déférence.
Au nord de cette région, la Nubie demeure dominée par des peuplades, que l'on rassemble sous le terme de « Groupe C », qui interdisent l'accès au sud, en contrôlant drastiquement le commerce, voire en pillant les convois depuis ou vers l'Égypte. 
À l'Ancien Empire, cette situation devient critique pour les Égyptiens, qui ont besoin de cet accès pour obtenir des biens précieux et rares en provenance de l'Afrique centrale.
Avec le temps, le Groupe C semble avoir peu à peu pacifié ses relations avec son voisin égyptien, allant jusqu'à fournir des mercenaires aux troupes des pharaons de la VIe dynastie.
En retour, l'Égypte lui garantit une relative sécurité, aussi bien sur le plan militaire qu'économique, notamment en palliant les périodes de famines par l'envoi de grain aux peuples de la région. 
Les débouchés sur les mines d'or du désert oriental y sont certainement déjà pour quelque chose.

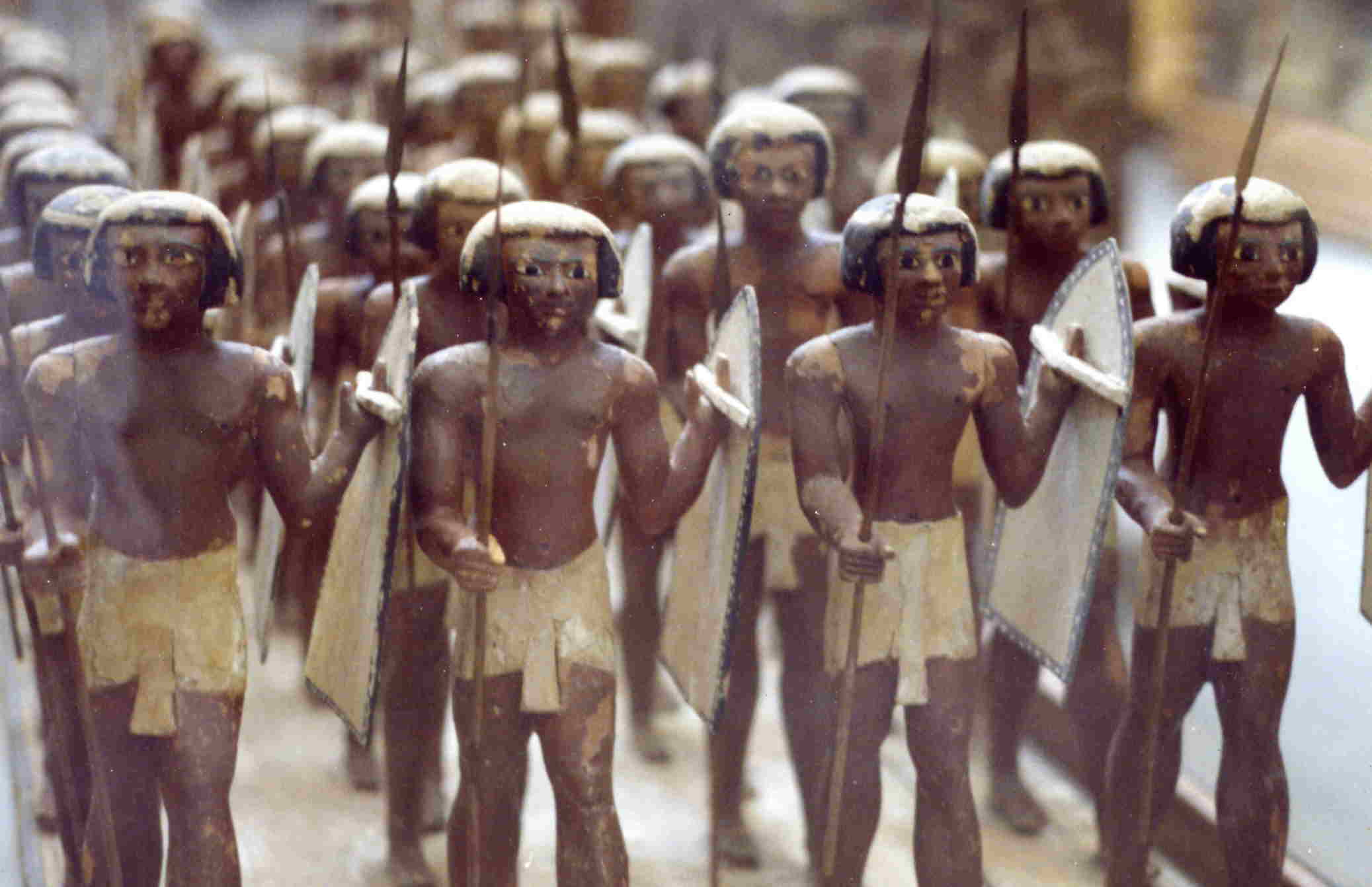
Soldats nubiens enrôlés dans l'infanterie égyptienne - - Musée du Caire.

En revanche, le lointain royaume de Kerma représente toujours un danger pour les expéditions commerciales qui entrent alors sans doute en concurrence avec le jeune royaume à l'influence grandissante. 
Deux groupes de population et de culture distinctes occupent donc toute la vallée du Nil soudanais jusqu'aux environs de la cinquième cataracte, et forment alors deux puissantes civilisations proto-urbaines avec lesquelles il faut compter. 
On assiste en effet sur tout le long de la vallée à la sédentarisation progressive des peuples et à l'établissement de villages qui peu à peu deviennent de grosses bourgades. 
Kerma est alors déjà une cité étendue.

#### Deuxième royaume de Kerma (XXIeauXVIIIesiècleav. J.-C.)
À dater de l'époque du Kerma moyen, on assiste au développement du royaume et de sa culture notamment des pratiques funéraires ; les défunts sont toujours inhumés en position fœtale la tête à l'est avec un riche mobilier funéraire et on peut suivre à travers l'évolution de ces pratiques et le développement des tumuli une hiérarchisation de plus en plus marquée de la société. Une véritable classe aristocratique voit donc le jour et préfigure la puissance du royaume à la période suivante. De rares contacts directs ont lieu avec les voisins du nord mais le commerce est florissant et atteste la stabilité de la région. On retrouve des traces de son réseau commercial sur les terres de Shilluk au sud de la vallée du Nil et jusque dans les montagnes du Tibesti.
Au nord du pays, le Groupe C domine toujours la vallée jusqu'à ce que les pharaons du Moyen Empire annexent littéralement la région jusqu'au Batn el-Haggar. On assiste alors à une réaction du royaume de Kerma qui protège ses cités derrière des remparts et, signe des temps, les défunts masculins sont alors inhumés avec leurs armes de manière systématique.

#### Troisième royaume de Kerma (XVIIIeauXVIesiècleav. J.-C.)
Le royaume de Koush, durant le Kerma classique, étend son territoire de la première cataracte, aux environs d'Assouan, jusqu'à la quatrième cataracte à la suite de l'alliance des peuples nubiens et du royaume de Kerma qui en devient alors la capitale. 
Cette unification de peuples et de nations ouvre une ère de prospérité. Les relations avec le voisin du nord sont au début pacifiques, et le commerce est florissant avec toute la vallée du Nil et l'Afrique centrale.
La situation permet un bond de l'agriculture et de l'urbanisation de la région : grandes constructions dans la capitale et nécropoles royales avec tumuli colossaux, dont certains dépassent les cent mètres de diamètre.
Sur le plan culturel, on assiste à un maintien des coutumes et traditions locales, bien que certains éléments architecturaux ou décoratifs soient empruntés à la culture égyptienne qui reste assez présente au nord du royaume. 
Des relations diplomatiques prouvées entre Kerma et les dynastes Hyksôs du delta du Nil attestent que les deux puissances ont cherché à passer alliance afin de contrer la montée en puissance d'une dynastie rivale située à Thèbes. 
L'un de ces souverains, Kamosé reprend alors l'avantage sur le royaume de Kerma, repoussant sa frontière au sud d'Éléphantine. 
Son successeur Ahmôsis Ier poursuit cette conquête des territoires du Soudan.

### Domination égyptienne (XVIeauXIIesiècleav. J.-C.)

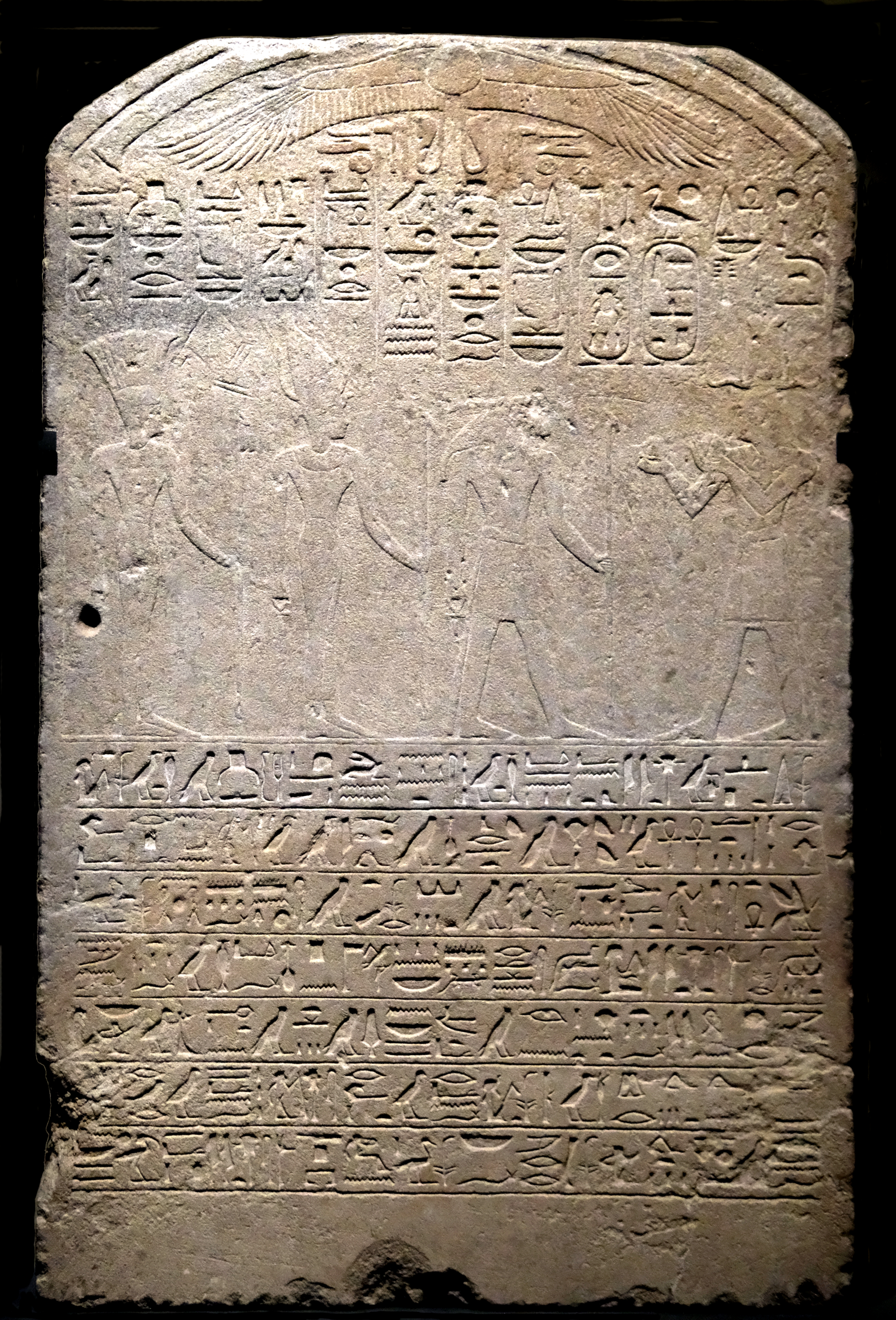
Stèle du vice-roi de Koush, Ousersatet(Amara-ouest, XVIIIe dynastie) - Louvre E17341.

Les pharaons du Nouvel Empire étendent leur domination jusqu'à la IVe cataracte (Nubie égyptienne). Ahmôsis Ier entreprend les premières opérations militaires et parvient à reprendre le contrôle des routes commerciales. Par la suite, Thoutmôsis Ier continue la conquête du Soudan du Nord et met fin à l'indépendance du royaume de Kerma.
De cette période date la construction des sites et monuments suivants :
- en Nubie égyptienne :

- Beit el-Ouali,
- Temple de Ptah de Gerf Hussein,
- Kouban,
- Ouadi es-Seboua,
- Temple d'Amada,
- Aniba,
- Derr,
- El-Lessiya,
- Qasr Ibrim,
- Abou Simbel.

- en Nubie soudanaise et au Soudan :

- Faras,
- Aksha,
- Bouhen,
- Semna,
- Ouronarti,
- Koumma,
- Amara,
- Saï,
- Temple de Sedeinga,
- Djebel Dosha,
- Temple d'Amon de Soleb,
- Sésébi,
- Pnoubs,
- Argo,ville située sur l'île d'Argo,
- Kaoua,
- Napata (Gebel Barkal),
- Kourgous.

Afin d'assurer l'administration de la Nubie, Thoutmôsis IV met en place le titre de fils royal de Koush agissant en tant que vice-roi de Nubie. Cela n'implique pas un lien avec la famille royale égyptienne. Ils agissent en tant que haut fonctionnaire dévoué au pharaon.
La région est progressivement égyptianisée. Outre les édifices construits, c'est le fonctionnement administratif interne qui est réorganisé pour se conformer aux usages égyptiens. Les coutumes funéraires sont abandonnées au profit des rites égyptiens. La capitale est également déplacée à Aniba.
À la fin du Nouvel Empire, le territoire administré commence à jouer un rôle important dans les affaires intérieures de l'Egypte. Durant la XXe dynastie égyptienne, des soulèvements éclatent dans la région d'Assiout et le pharaon rétablit l'ordre avec le soutien du vice-roi de Nubie.

### L'indépendance,XIeauXesiècleav. J.-C.
Au XIe siècle, avec la fin de la domination égyptienne sur le Soudan, à la suite de l'éclatement de l'Égypte en plusieurs royaumes rivaux, la Nubie devient indépendante, autour du vice roi de Koush dont le dernier représentant attesté est Panéhésy (règne de Ramsès XI). Cela permet ainsi, de nouveau, le développement des chefferies et des principautés, au Soudan, qui semblent coexister pacifiquement, notamment au sud du pays.
Au Xe siècle, on assiste alors à la constitution d'une principauté autour d'une dynastie locale à Napata (Gebel Barkal). 
Cette dynastie trouverait ses origines dans la lointaine Méroé, alors encore simple place commerciale. 
Peu à peu, l'influence de la principauté s'étend sur l'ensemble des royaumes du Soudan, et constitue un puissant royaume au cœur de l'Afrique occidentale et centrale.
Puis, c'est le règne de six souverains à peu près inconnus. 
Au IXe siècle, à la suite d'une guerre civile qui plonge la Thébaïde dans le chaos, une partie du clergé de Karnak se réfugie à Napata, sous la protection des princes de Koush.

### Royaume de Napata (VIIIeauIVesiècleav. J.-C.)

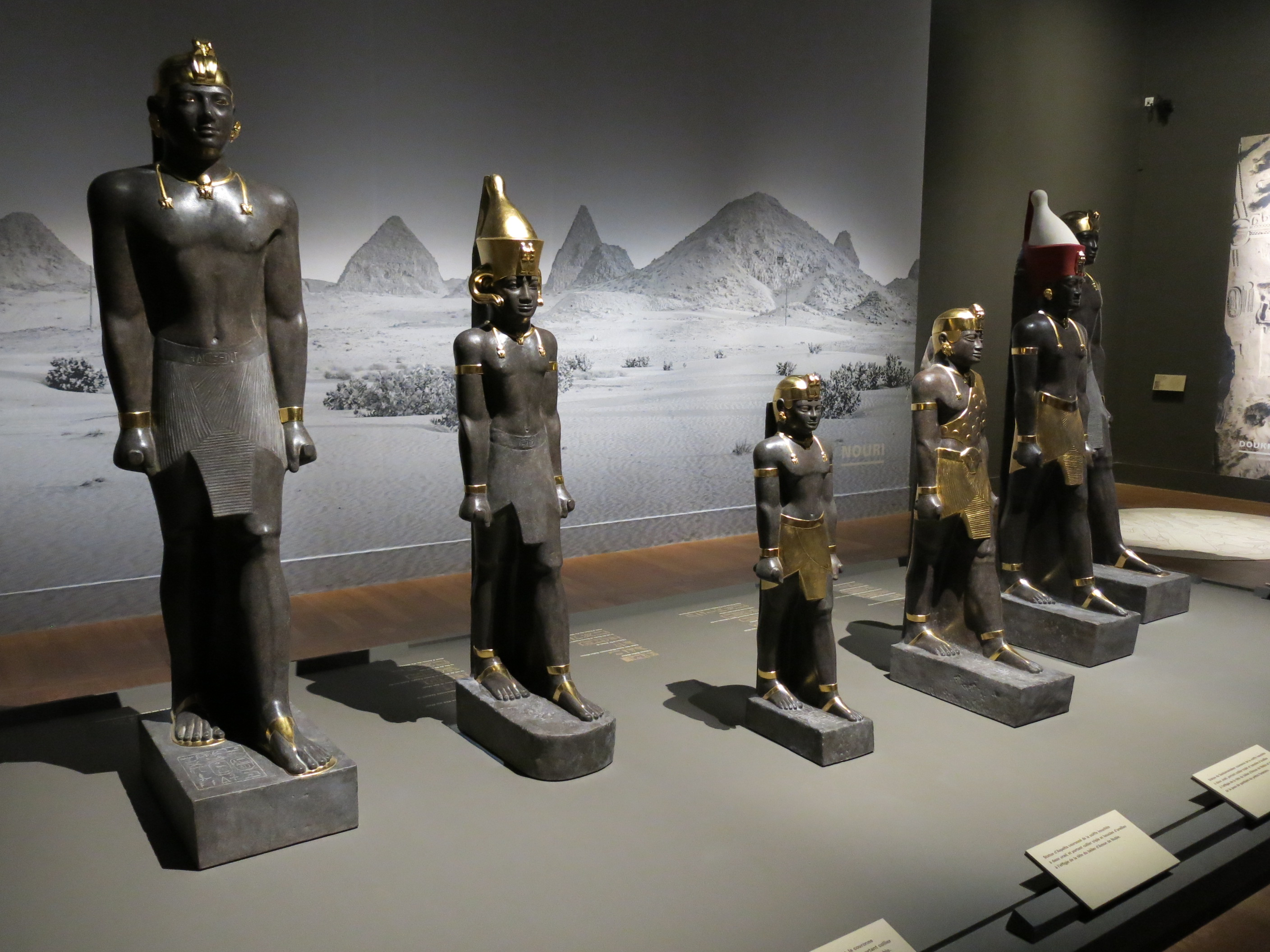
Reconstitution par impression 3D des pharaons kouchites

Avec le règne du prince Alara, puis celui du roi Kachta le Koushite, on assiste à la  conquête de la Basse Nubie, puis de la Haute-Égypte. On peut alors considérer cette période comme l'apogée du royaume de Napata, dont la dynastie réclame l'héritage de l'Égypte. En effet, devant l'anarchie qui y règne, Piyé (Piânkhy), puis après lui ses successeurs, interviennent et montent sur le trône d'Égypte, fondant la XXVe dynastie. Leur royaume s'étend alors de la VIe cataracte, aux environs de Khartoum, confluent du Nil bleu et du Nil blanc, jusqu'à la mer Méditerranée.

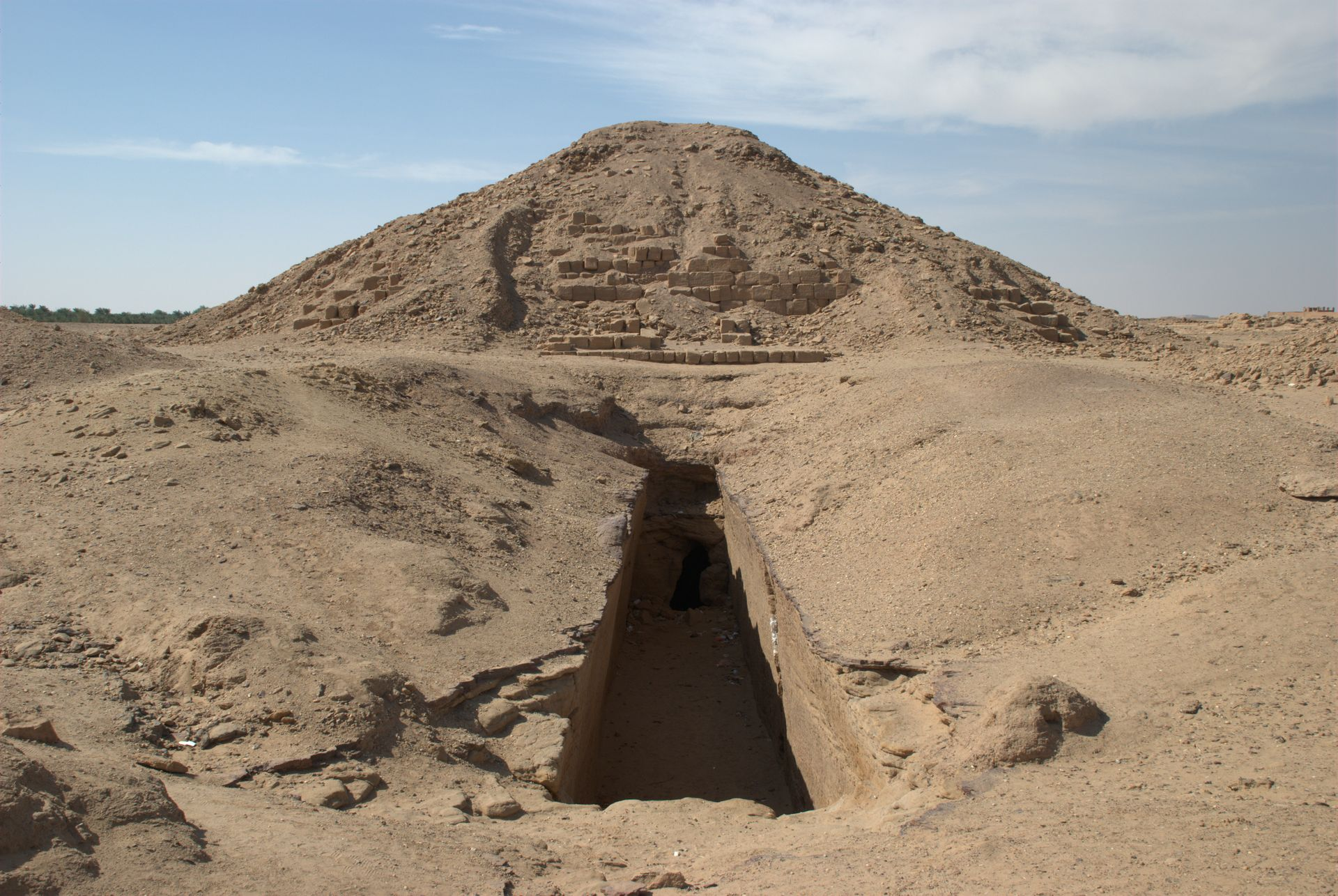
Pyramide de Piânkhy à El-Kourrou (actuel Soudan).

La conquête de Piânkhy, en l'an 21 de son règne, est commémorée au sein de la stèle des victoires de Piânkhy. Cependant, le règne de la XXVe dynastie sur la Haute-Egypte reste contesté et vers -713, Chabaka monte à son tour sur le trône et soumet l'ensemble de la vallée du Nil jusqu'au Delta du Nil. Il entame une politique monumentale au Soudan que ses successeurs, Chabataka puis Taharqa poursuivent.
La dynastie administre alors un Empire qui forme une monarchie double, celle de l'Egypte et celle de Napata. Les rois de la XXVe dynastie adoptent les rites et coutumes égyptiens ainsi que leur style architectural.
Le règne de Taharqa est considéré comme le dernier vrai roi nubien en Égypte : après une première moitié de règne prospère, il est défait par les Assyriens, et se retire dans le sud (en Nubie ou à Thèbes), où il meurt après vingt-six ans de règne, en -664. 
Tanoutamon, après une ultime reconquête de l’Égypte, est de nouveau défait par les troupes assyriennes, en -663. 
On parle souvent du saccage de la ville de Thèbes, lors de cette dernière défaite, mais ce fait n'est pas encore prouvé par l'archéologie.
Après la perte de l'Égypte, le royaume de Napata se replie sur la Nubie et sa capitale Napata. Cependant, l'expédition menée par Psammétique II en -591 provoque la chute du royaume et mène au transfert de la capitale vers Méroé.

### Royaume de Méroé (VIesiècleav. J.-C.auIVesiècleapr. J.-C.)

#### Transfert définitif de la capitale

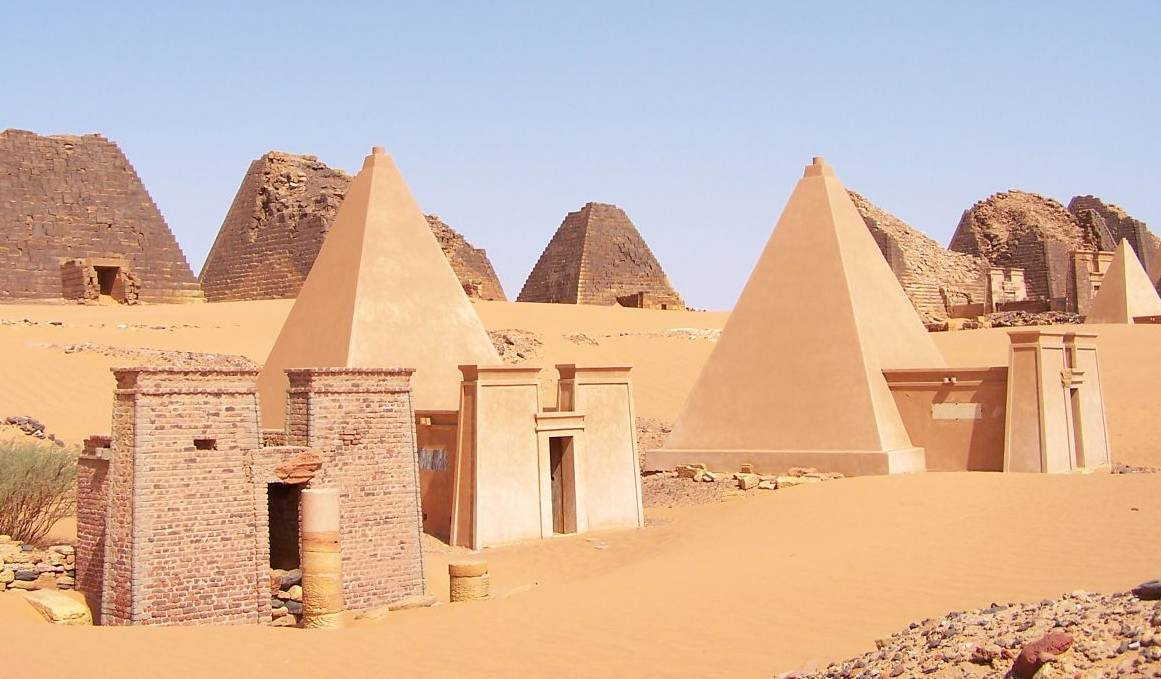
Pyramides de Méroé au Soudan - Patrimoine mondial de l'UNESCO.

Le transfert de la capitale à Méroé amène le royaume dans une nouvelle période. Napata reste une capitale religieuse dans laquelle les souverains continue d'exploiter comme nécropole jusqu'à la fin du IVe siècle av. J.-C.. Le déplacement de la capitale ne s'explique pas seulement par la pression exercée par l'Egypte, mais aussi pour des raisons climatiques et économiques. La désertification réduit progressivement les surfaces cultivables en Nubie et les steppes de Méroé présentent de plus vastes zones exploitables. Le site est probablement déjà un carrefour commercial entre la mer Rouge, le Nil et le bassin du Tchad.
À la fin du IVe siècle, les rois de Nubie font face à une nouvelle invasion venue du Nord et abandonnent la nécropole de Napata pour lui préférer Méroé. Bien qu'on assiste au IIIe siècle à un bref retour de la nécropole royale à Napata, qui doit correspondre à une reprise d'influence de la région du nord du Soudan par le royaume de Koush (probablement au moment où les lagides perdent leur suzeraineté sur la Haute-Égypte), celle-ci est en fait officiellement à Méroé.
Le royaume continue d'honorer le panthéon égyptien bien après que celui-ci fut tombé en désuétude en Égypte même. Le culte développe également des dieux soudanais : Dédoun le premier de Nubie, Apédémak le grand dieu du sud, Arsénouphis et Mandoulis.
Lors de la découverte des nécropoles royales de Méroé, au XIXe siècle, une véritable chasse au trésor a pour effet la destruction systématique des pyramides, dans l'espoir de découvrir dans leur maçonnerie des caches et chambres secrètes abritant les trésors des rois soudanais.
Excepté le trésor de la candace Amanishakhéto, découvert enveloppé dans des linges dans un chaudron en bronze (oublié par les pillards ?), cette campagne de destruction systématique a peu de résultats, la plupart des tombes royales ayant été pillées à la fin de l'antiquité, et laisse les nécropoles royales en ruine.

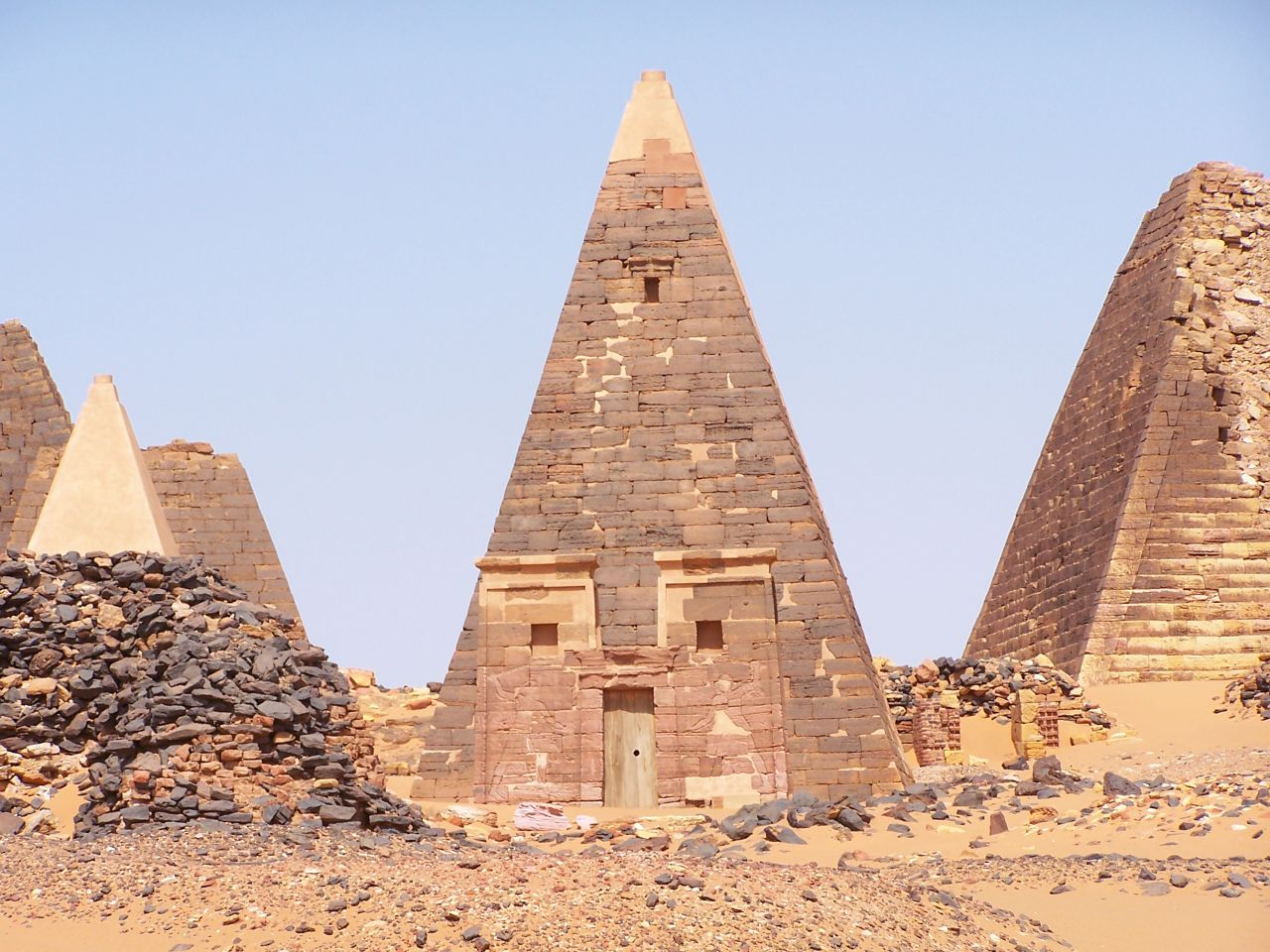
La pyramide N19 du site de Méroé, au centre.

Les pyramides de Méroé sont conçues de la même manière que celles de Napata : une sépulture aménagée dans le sous-sol du monument, le plus souvent formé d'une seule pièce, dans laquelle est inhumé le royal défunt, avec son mobilier funéraire le jour de ses funérailles. 
Alors seulement, la pyramide est édifiée par les héritiers du défunt. 
Ces monuments ont pour seul but de signaler la sépulture royale, ainsi précédée d'une chapelle funéraire avec un petit pylône, hérité de l'architecture religieuse égyptienne, qui le plus souvent porte une représentation du roi ou de la reine massacrant rituellement les ennemis du royaume. 
Cette chapelle de culte, adossée au monument funéraire pyramidal, comporte une représentation d'Osiris, en ronde-bosse, qui finit par disparaître à la fin de la période méroïtique.
Cette époque est troublée par de nombreux conflits avec les tribus et peuplades nomades des déserts occidental et oriental qui, poussées par la désertification inexorable de la région, cherchent de nouvelles terres pour s'installer.
Les rois et reines de Méroé doivent ainsi sans cesse repousser ces incursions, abandonnant parfois le contrôle de la Nubie, puis le reprenant, assimilant à nouveau ces cultures dans son orbite d'influence.

#### Liens durables avec l'Égypte
Les relations avec l'Égypte lagide sont inégales, en fonction de la puissance de cette dernière. 
Ainsi, au début de la prise de pouvoir des premiers Ptolémées, les deux royaumes entretiennent des échanges commerciaux et culturels qui favorisent le développement économique de la Nubie. 
Des temples et des chapelles sont construits conjointement, notamment à Kalabchah, en l'honneur du dieu Mandoulis, et à Philæ, en l'honneur d'Arsénouphis.
En revanche, au IIe siècle, avec l'affaiblissement de la monarchie d'Alexandrie, la zone frontière semble dominée par les souverains koushites, qui poussent peut-être leur avantage en aval de la première cataracte. 
Dans tous les cas, la Thébaïde échappe au contrôle des Ptolémées pendant près de vingt ans : un petit royaume s'y forme, sans doute soutenu par son puissant voisin du sud.
La culture méroïtique se développe dans toute la vallée du Nil, et les relations commerciales sont étroites, avec le royaume lagide d'Égypte. Des conflits éclatent entre les deux puissances, qui trouvent leur paroxysme lors de la conquête romaine au Ier siècle.
Ptolémée V finit par réduire cette sédition de la Haute-Égypte, et pousse son expédition jusqu'à Napata. 
Il doit cependant rebrousser chemin, sans doute devant l'hostilité permanente des populations locales, comme autrefois le Grand roi des Perses Cambyse II a échoué dans cette voie. 
Le royaume de Méroé reste invaincu, et à nouveau la frontière est fixée à Assouan.  
Les relations commerciales reprennent jusqu'à la fin de l'époque lagide en Égypte, lors de l'invasion romaine et le suicide de Cléopâtre VII, en -30. 

#### Apogée du royaume méroïtique
En -24, Philæ et Assouan sont conquises par la candace Amanishakhéto. Cet événement est un temps fort des relations entre l'Empire romain et le royaume de Méroé. Le préfet d'Égypte Publius Petronius lance les représailles et s'empare de Napata en -23. Qasr Ibrim se dote alors d'une garnison permanente pour résister aux attaques de Méroé. Le conflit s'enlise et mène au traité de paix entre Rome et Méroé en -21, dit « traité de Sámos ». Rome renonce à exiger un tribut au royaume et retire sa garnison, fixant la frontière à Hiérasykaminos. 
L'apogée du royaume de Méroé se situe à la fin du Ier siècle av. J.-C. et présente une profusion de construction monumentale datant de cette période. Plusieurs monuments sont également restaurés, notamment le temple d'Amon de Napata, dévasté par le conflit avec Rome. Le couple royal Natakamani et Amanitore sont représentés dans la plupart des inscriptions comme à l'origine de ces actions. Selon les régions, on les voit également accompagnés de l'un ou l'autre prince royal, laissant supposer qu'une administration provinciale par vice-royauté est en place. 
Les relations avec Rome restent vives. En effet, Néron envoie deux centurions vers 60 afin de remonter le Nil. Ceux-ci estiment la région trop pauvre pour motiver une conquête. Les différentes monnaies romaines identifiées lors de fouilles archéologiques ainsi que les bains de Méroé permettent d'indiquer que les relations restent essentiellement portées vers le commerce. En effet, le templie d'Isis situé sur l'île de Philæ est un sanctuaire important pour les méroïte et la préservation des voies de circulation sécurisée est important. 

#### Chute et dislocation du royaume (IVeauVIesiècle)
Durant la seconde moitié du IVe siècle, le royaume de Méroé est la proie des incursions répétées de leurs voisins, les Blemmyes à l'est, les Noubas à l'ouest et les Aksoumites au sud. C'est à cette époque que l'on situe traditionnellement sa chute que l'on attribue aux Noubas. Vers 330, le royaume d'Aksoum se développe et s'étendent sur les territoires de Méroé sous les coups des rois Ella-Amida et Ezana. Il est probable que le royaume de Méroé ne soit déjà plus qu'une ombre à ce moment là. La dernière sépulture royale méroïtique découverte est datée des environs de l'an 350, ce qui démontre que malgré ces assauts de l'histoire, la civilisation de Méroé n'a pas été totalement anéantie par le royaume chrétien d'Éthiopie[réf. nécessaire].
Des hypothèses suggèrent que la famille royale koushite fuit vers l'ouest afin de s'établir au Darfour où se trouveraient des traces de traditions méroïtiques. Des éléments liés à la gloire des royaumes koushites se retrouvent dans les traditions orales de l'Afrique du Centre et de l'Ouest. Dans leur cosmogonie originelle se trouve régulièrement l'idée d'une migration venue de l'Est soudanais. L'introduction de techniques de fonte à la cire perdue pourraient être d'autres arguments en faveur d'une hypothèse migratoire. Celle-ci ne fait pas consensus à ce jour et ne dépasse pas le stade de la simple hypothèse.
La Nubie qu'occupait le royaume de Koush se transforme après la chute de Méroé. Les Blemmyes et Noubas s'installent principalement en Basse-Nubie. Ils se distinguent des pratiques de Méroé et développent une nouvelle culture nommée groupe X (en). En Haute Nubie s'établit la Makurie. Autour de Méroé l'Alodie. L'ensemble se situe dans une zone d'influence du royaume d'Aksoum situé au Sud, sur les Hauts plateaux abyssins.
En 450, les Nobades et les Blemmyes s'allient contre Rome, pour la défense de leurs lieux de cultes, dont l'île de Philæ demeure le principal sanctuaire. En 453 est signé un traité de paix entre les belligérants, autorisant les Soudanais à pratiquer leur culte d'Isis librement.
On construit les sépultures royales d'El-Hobagi, et les nécropoles de Qustul et Ballana (en).
Vers 540, les royaumes nubiens se christianisent.

## Société

### Système dynastique

#### Succession dynastique
L'organisation politique du pouvoir politique du royaume de Kush repose sur une dynastie royale qui continue à régner sans interruption notable du VIIe siècle av. J.-C. au IVe siècle. L'historiographie de Koush considérait précédemment que cette dynastie avait une origine étrangère, soit lybienne, soit égyptienne, et provenait des Grands Prêtres de Thèbes. Cependant, les arguments fondateurs de cette théorie sont faibles et les consensus actuel est que cette dynastie est d'origine locale. De nombreuses caractéristiques se distinguent fortement des systèmes politiques égyptiens ou lybiens et renforcent ce consensus.
La première caractéristique relève du système politique en place pour estimer l'éligibilité du nouveau souverain. La pratique surprend notamment les auteurs classiques comme Hérodote et Diodore de Sicile en comparaison aux autres pratiques d'usage dans l'Antiquité. Le nouveau souverain est « élu » de façon oraculaire, désignés par les prêtres qui traduisent les choix divins. Le souverain est alors considéré comme une extension divine. Cette cérémonie d'intronisation répond des mécaniques de succession spécifiques. Cette nature divine du souverain lui impose d'observer des pratiques traditionnelles strictes. Lors de la seconde phase du royaume de Méroé, l'intronisation dynastique s'effectue à Méroé et la cérémonie de couronnement s'effectue à Napata, siège religieux du royaume. La véritable prise de pouvoir n'a lieu qu'après cet événement. La stèle de l'intronisation d'Aspelta précise que 24 hauts personnages religieux et militaires doivent justifier ses prétentions au trône après qu'il ait invoqué la volonté du dieu Amon-Rê à Napata. 

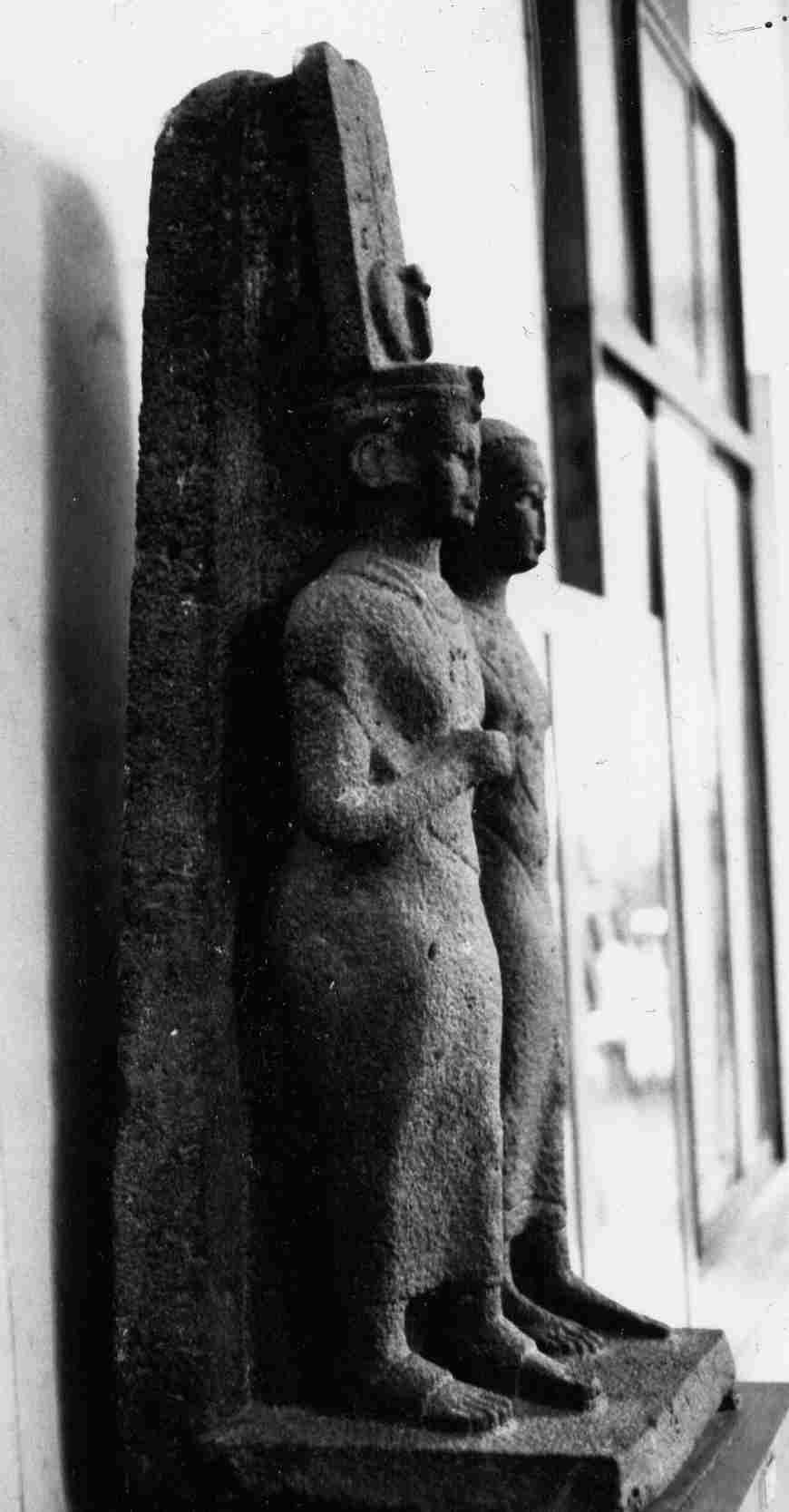
Candace nubienne.

La succession se faisait parmi les « frères royaux », et donc par lignage dynastique, plutôt que de père en fils comme c'est la pratique chez les pharaons égyptiens. À ceci s'ajoute une dimension matrilinéaire qui relève d'un argument fort pour les prétentions dynastiques. De nombreuses intronisations témoignent du rôle de la reine mère dans le choix du roi. Ce rôle de désignation dynastique attribué aux reines-mères est une caractéristiques très semblables que l'on observe dans de nombreux royaumes et chefferies d'Afrique encore aujourd'hui.

#### Rôle des femmes et co-régence
Le rôle des femmes de sang royal dans les premiers siècles du royaume est incertain, cependant elles sont associées à de très hautes fonctions religieuses au sein du temple d'Amon de Napata ou de Thèbes lors de la XXVe dynastie égyptienne. La reine-mère du monarque, à ne pas confondre avec le concept de reine mère africaine plus tardif, joue un rôle important dans la succession dynastique. Elle devient également la « Maîtresse de Koush » et adopte l'épouse de son fils monarque. Le prestige associé à la reine-mère est très important et est représenté dans l'iconographie koushite.
À partir du IIe siècle av. J.-C., certaines reines (mères ou épouses) commencent à assumer le pouvoir politique de souveraine, adoptant les titres royaux égyptiens attribués aux rois. Méroé est réputée à l'époque gréco-romaine pour sa lignée de Candace. Shanakdakhete est la plus ancienne Candace identifiée et à recevoir une sépulture royale. Une première phase de renforcement du rôle des femmes royales est à observer à cette période. À partir d'Amanirenas, une nouvelle phase se produit dans laquelle la représentation des monarques se fait par couple. Cela suggère une transition vers un système de co-régence dans lequel l'épouse peut devenir Candace au décès de son mari.
Ce système de co-régence présente plusieurs avantages. Elle est moins soumis au contraintes rigides de la succession directe et évite le risque de successeur indésirable. Le système d'adoption des épouses réduit le recours à l'endogamie. Le rôle des femmes dans la gouvernance fournissent un contrepoids dans le système et renforcent la légitimité de la famille royale au pouvoir. Ce système est probablement l'une des causes de la continuité et de la stabilité dynastique koushite.

#### Monarques koushites
Les monarques de Koush portent le titre de Qore (roi) et Candace (reine). Sous la XXVe dynastie égyptienne, ils intègrent les titres égyptiens à leurs fonctions. La liste des monarques de Koush repose essentiellement sur les différentes tombes identifiées et les reconstructions effectuée par Fritz Hintze et László Török.
Plusieurs noms hypothétiques sont parfois suggérés pour les périodes les plus anciennes. Les sites de funéraires de plus de cinq générations antérieures à Alara sont identifiés, sans pouvoir les nommer. Les monarques liés à la XXVe dynastie égyptienne sont : Alara, Kachta, Piânkhy, Chabataka, Chabaka, Taharqa et Tanoutamon. Les monarques liés au second royaume de Napata sont : Atlanersa, Senkamenisken, Anlamani, Aspelta, Aramatle-qo et Malonaqen. Les monarques liés à la première phase du royaume de Méroé, avant transfert définitif de la capitale, sont :  Analmaye, Amaninataqilebtê, Piankhariten, Karkamani (en), Amaniastabarqa (en), Siaspiqa (en), Nasakhma (en), Malewiebamani (en), Talakhamani (en), Amanineteyerike, Baskakeren (en), Harsiotef (en), Akhraten, Amanibakhi et Nastasen. Les monarques liés à la seconde phase du royaume de Méroé, après transfert de la capitale, sont : Aktisanes (en), Aryamani (en), Kash(...)amani, Arikepiankhiqo, Sabrakamani (en), Arkamani Ier (Ergamenes ?), Amanisto, Aman-tekha, Sheshep-ankh-en-Amun-Setepenre, Arnékhamani, Adikhalamani, Arqamani, Candace (reine) Shanakdakhete (-170 à –150), Tanéyidamani (en) (-110 à -90), Téritéqas, Candace Amanirenas, Candace Amanishakhéto (-35 à -20), Candace Nawidemak, Natakamani, Candace Amanitore (-12 à +12), Chorkarer, Candace Amanikhatashan (62 à 85), Tarekeniwal, Amanikhalika et Candace Maleqorobar (266 à 283).

### Administration
Le monarque se trouve au centre de l'administration du pays en tant qu'autocrate dont la parole fait force de loi. Les sources manquent mais il ne semble pas exister d'administrateur concentrant des pouvoirs comme c'est le cas dans l'Egypte Antique avec le grand prêtre ou le vizir. Il existe toutefois des hauts fonctionnaires tels que les chefs du trésor, les gardes du sceau, le chef des archives, les chefs des greniers, les scribes. Leur fonction précise reste incertaine car elles sont d'abord le reflet du modèle égyptien. Les chefs militaires semblent jouer un rôle dans la désignation du successeur ou en tout cas leur confirmation lors du couronnement. La majorité d'entre eux appartiennent à la famille royale.
Dans les provinces, des palais royaux existes dans certaines localités et constituent une unité administrative probablement dirigée par un garde du sceau. Pour la période plus récente, à partir de la fin du Ier siècle av. J.-C., des documents permettent de reconstruire l'organisation de la province septentrionale du royaume. Le prince héritier (Papar) est alors installé à la tête de l'administration provinciale du territoire. Toutefois, ce n'est pas systématique et le prince peut recevoir d'autres fonctions au sein de l'administration territoriale.
D'autres titres et fonctions existent tels que le tarahebet anharabad de la ville de Taketer. Ou le harapan de la région de Faras. Le principal fonctionnaire chargé de l'administration provinciale a pour titre le peshte qui dirige deux autres fonctions : le pelmès-ate (général de l'eau) et le pelmès-adab (général de la terre). À l'apogée du royaume de Méroé, il est probable qu'une importante dévolution de pouvoir s'effectue vers ces gouverneurs provinciaux afin d'assurer le maintien des voies de communication et la circulation des ressources.
L'influence de Méroé s'effectuait également sur des petits royaumes voisins qui agissaient en vassaux. Pline l'Ancien évoque « 45 autres rois Éthiopiens » soumis au roi de Méroé. Ces éléments indiquent que le royaume de Koush, à son apogée, n'est pas un État centralisé.

## Économie

### Agriculture et élevage
L'économie diversifiée du royaume de Koush repose à la diversité géographique de son territoire. Certaines régions sont absentes de terres arables, d'autres qu'à des bandes et à l'inverse en de larges bassins dans la Haute-Nubie. Les spécificités géographiques ont une incidence directe sur la vie politique et socio-économique de Koush. L'agriculture en Basse-Nubie ne permet pas de soutenir de fortes populations et repose dès lors sur les ressources produites plus au sud et remontant le Nil. Le dépeuplement et le transfert de capitale puise également ses causes dans ce contexte géographique et d'une succession de périodes de dessèchement et d'ensablement.
L'activité agricole des premiers siècles du royaume de Koush reposent sur une tradition pastoraliste qui formait, avec l'agriculture, la principale source de subsistance. Les populations élèves des bovidés ainsi que des brebis et des chèvres. Dans une moindre mesure, le cheval et l'âne sont exploités comme bête de somme. Le chameau n'est introduit que tardivement, à la fin du Ier siècle av. J.-C.. Le transfert de capitale vers Méroé et son rapprochement aux grands espaces de paturage a mené à un important regain économique reposant sur l'élevage. Cependant, la surexploitation des terres accélère le processus de dessèchement et amène les pasteurs à migrer vers l'ouest et le sud au Ier siècle. Cette situation affaiblit probablement l'économie du royaume et accélère sa chute.
L'agriculture dans le nord du pays dépend essentiellement du climat car les terres fertiles longent la vallée du Nil. L'introduction de systèmes d'irrigation à Kerma au XVe siècle av. J.-C. a une influence déterminante sur la production agricole. Elle ne s'observe pas dans le nord du pays à cause de la nature du sol qui ne permet pas son maintien. Les plantes cultivées sont l'orge, le blé, les lentilles, le concombre, le melon, la courge et le sorgho. Ce dernier, d'origine locale, est majoritaire. À ceci s'ajoute le coton pour son usage utilitaire dans la fabrication textile.

### Mines et métallurgie
Le royaume Kush est réputé pour ses richesses minérales et est une région productrice d'or, exploitant des mines aurifères entre le Nil et la mer Rouge. De nombreux objets en or, bronze et argent témoignent des capacités d'extraction du royaume et de ses productions artistiques. Toutefois, l'argent et le cuivre ne semble pas produits localement.
La métallurgie et le travail du fer semble avoir une grande importance pour la civilisation méroïtique. L'opinion qui compare Méroé à la « Birmingham de l'ancienne Afrique » soulignent les capacités métallurgiques de la ville. Cependant, elle est contestée car les objets retrouvés ne permettent pas de déduire avec certitude la présence d'une métallurgie du fer en quantité.

### Artisanat et commerce
Le développement urbain, le long du Nil, est le fruit de l'intérêt que représente la région de la Basse-Egypte sur le contrôle des voies de circulation des ressources et marchandises. Plusieurs centres urbains s'y développent comme à Qasr Ibrim et Gebel Adda. L'ensemble des marchandises en provenance du sud passaient par Napata jusqu'à son dépeuplement progressif à partir du VIe siècle, favorisant alors Méroé. Les différentes villes ont, en plus de fonctions administratives et religieuses, des fonctions de production d'artisanats et de commerce. Différents corps de métiers résident dans ces villes afin de soutenir les projets de construction monumentale ainsi que la production artistique koushite.
Dans les productions céramiques, on distingue deux traditions : la poterie faite à la main par les femmes et la poterie faite au tour par les hommes. Ces deux arts distincts coexistent sur la durée. La joaillerie atteint également un niveau de développement élevé que l'on observe dans les tombes royales. Les modèles ne sont pas systématiquement d'inspiration égyptienne et démontrent l'existence d'une tradition artistique propre.
Les villes du royaume joue le rôle d'entrepôt commercial et dirige leur commerce extérieur vers l'Egypte, puis plus tard vers le sur de la péninsule arabique.

## Rites et religions koushites
Les origines et les fondements enregistrés des premières pratiques koushites et de certaines divinités remontent ou sont influencés principalement par la culture Kerma (en) ainsi que par celles du groupe C (en), groupe A (en), Pan-grave (en) et de la religion égyptienne antique. Au Moyen Empire, les Nubiens ont un plus grand contrôle sur leur territoire et certains s'intégrèrent à la société égyptienne. La fondation du royaume de Koush, avec sa capitale à Kerma, a marqué une période importante où les Nubiens conservent des pratiques religieuses distinctes.
Au Nouvel Empire, la Nubie tombe sous domination égyptienne et intègre progressivement les rites égyptiens. Après avoir dirigé l'Egypte durant la XXVe dynastie égyptienne, la dynastie se replie sur le royaume de Koush et intègre définitivement les divinités égyptiennes aux côtés des divinités nubiennes. Par la suite, le déplacement de la capitale de Napata vers Kerma intègre des divinités indigènes comme Apedemak. Au milieu du IVe siècle, la conversion de la région au christianisme marque la fin de la religion traditionnelle koushite.

## Sites notables
- Philæ
- Kalabchah
- Temple de Dakka (en)
- Qasr Ibrim
- Tabo
- Napata
- Méroé
- Mouweis
- Musawwarat es-Sofra
- Naqa
- Wad Ben Naga
- Basa (en)
- El-Hassa
- Hosh-Ben-Naga
- Djebel Qeili
- Soba
- Khartoum.

## Représentations dans la fiction
- La romancière française pour la jeunesse Odile Weulersse évoque le royaume de Koush et la Nubie dans Disparition sur le Nil, le troisième roman de sa trilogie égyptienne, paru en 2006. La trilogie se déroule à la fin de la Deuxième Période intermédiaire, sous le règne d'Ahmôsis Ier.
- Le royaume de Koush est présent en tant que civilisation jouable, dans le jeu vidéo de stratégie 0 A.D., développé par Wildfire Games, depuis 2001.
- Le royaume de Koush est également présent en tant que civilisation jouable, dans le jeu vidéo de stratégie Total War: Rome II de Creative Assembly.
- Les deux conductrices de char, Toutunafer et Niphéniafer, présentes dans Astérix et la Transitalique, sont originaires de ce royaume.

## Documentaire
- Le royaume perdu des pharaons noirs de David Starkey.